# Jacopo Baccarini
Jacopo Baccarini, detto anche Giacomo Baccarini o Jacopo da Reggio (Reggio Emilia, 1605 – 1682), è stato un pittore italiano.

## Biografia
Fu un pittore del periodo barocco, ma proveniente come impostazione pittorica dalla scuola lombarda. Fu allievo e discepolo di Orazio Talami. A Reggio, ricordiamo la sua "Riposo durante il volo in Egitto" e la "Morte di San Alessio", oggi conservate presso la chiesa di San Filippo. Fu noto anche come Jacopo da Reggio.

## Fonti
- Farquhar, Maria (1855). in Ralph Nicholson Wornum: Biographical catalogue of the principal Italian painters . Woodfall & Kinder, Angel Court, Skinner Street, London; Digitized by Googlebooks from Oxford University copy on Jun 27, 2006, page 13.
- A New General Biographical Dictionary, di Hugh James Rose, 1857, B. Fellowes.
- Dizionario degli Architetti, Scultori, Pittori, Intagliatori In Rame Ed in pietra, di Stefano Ticozzi, pubblicato 1833, G. Schiepatti.
- Biographical catalogue of the principal Italian painters, by a lady [M. Farquhar] ed. by R.O. Wornum, di Maria Farquhar, 1855.

| Controllo di autorità | VIAF (EN) 235301764 · ISNI (EN) 0000 0003 7009 464X · CERL cnp01412889 · Europeana agent/base/96161 · GND (DE) 1016214383 |